# Picris
Picris là một chi thực vật có hoa trong họ Cúc (Asteraceae).

## Loài
Chi Picris gồm các loài: